# Burgruine Kaldiff

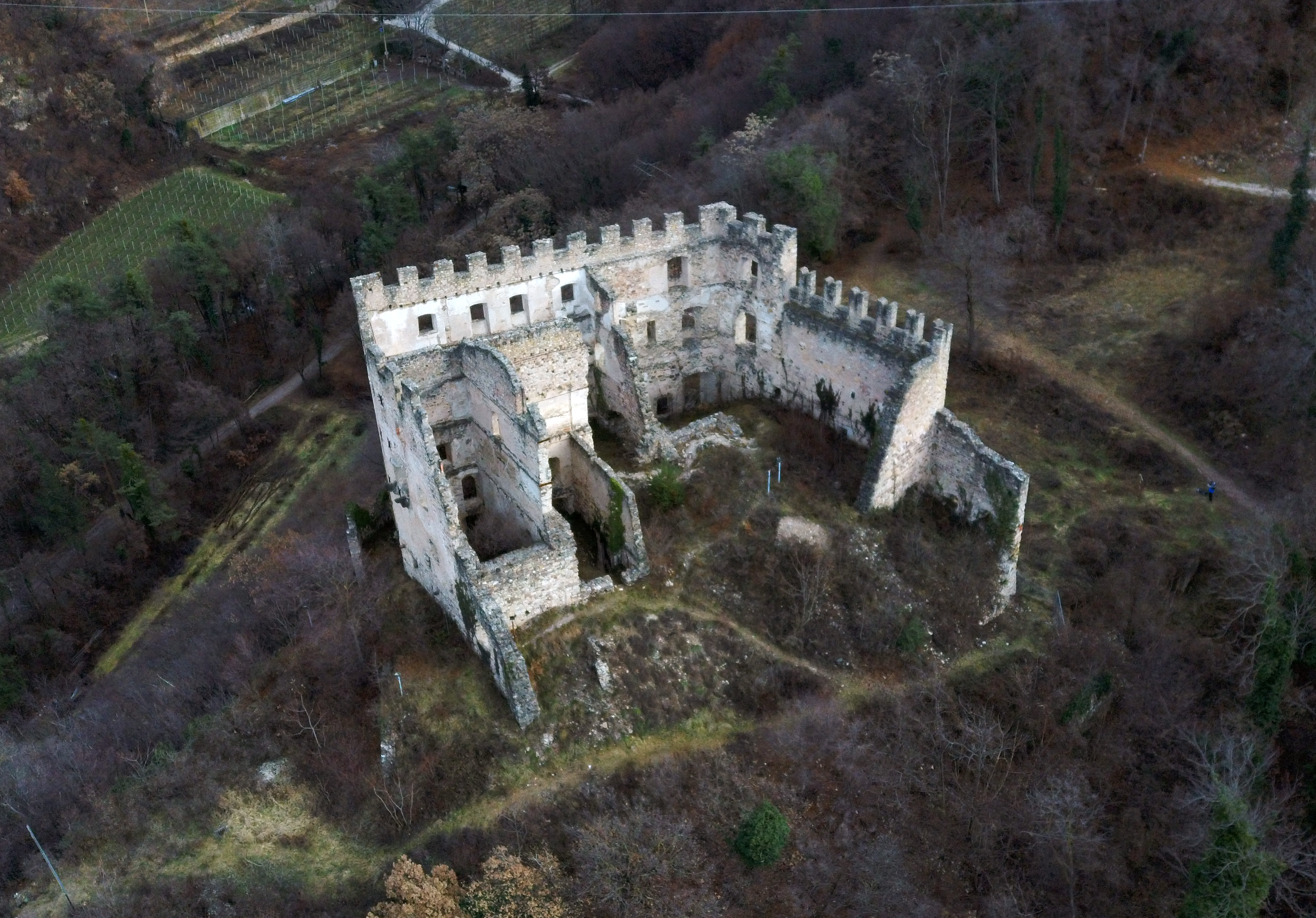
Burgruine Kaldiff

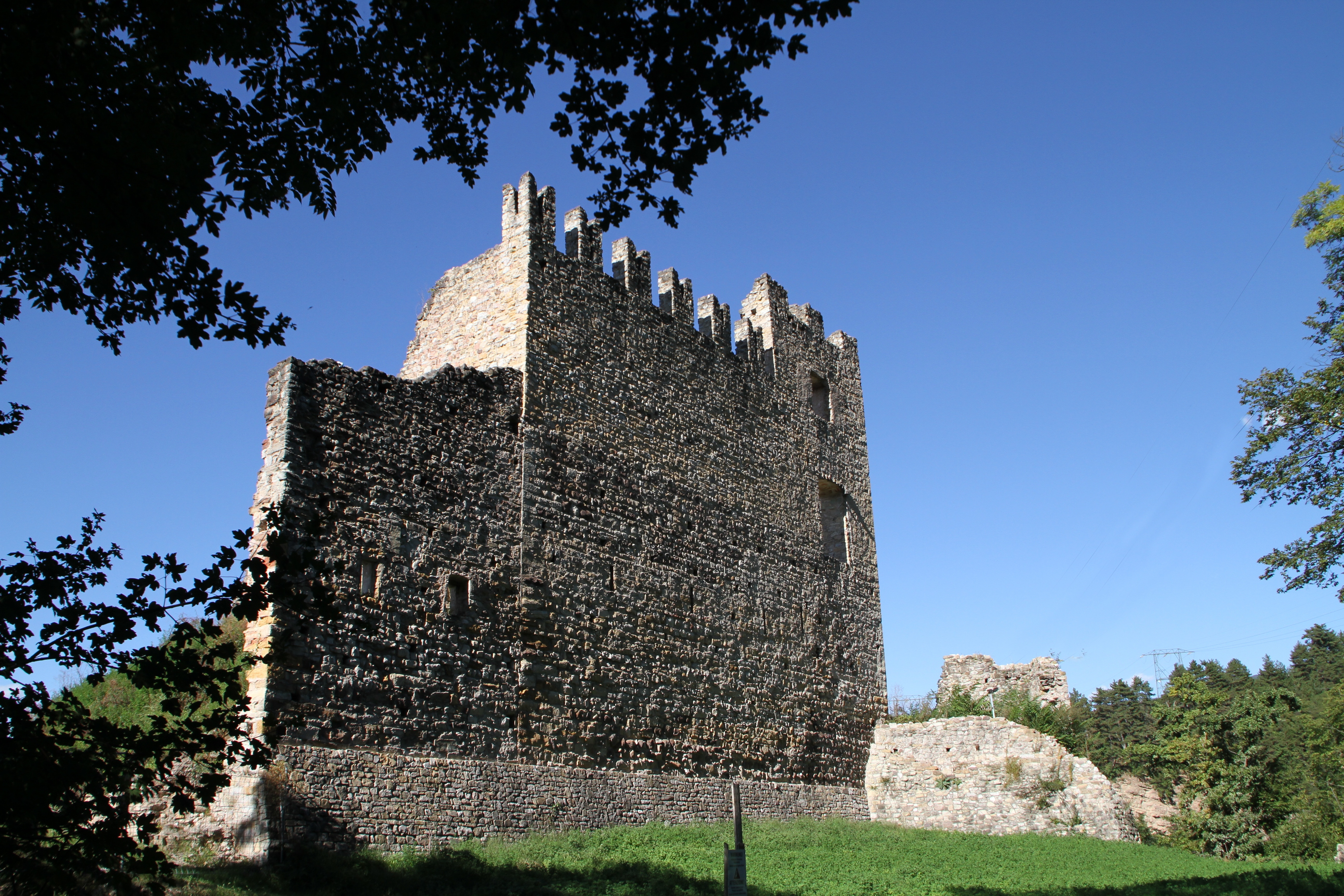
Hoch aufragendes Schildmauerwerk an der Ost- bzw. Angriffsseite der Burg

Die Burgruine Kaldiff oder Caldiff befindet sich in der Gemeinde Neumarkt im Südtiroler Unterland, einem Abschnitt des Etschtals. Dort nimmt sie eine kleine Anhöhe am Rand des Plateaus von Mazon ein, das hier nordwärts zum Mühlental abbricht. Der Name Kaldiff geht auf ein Toponym zurück, das auch heute noch in den Bezeichnungen Kaldiffer Tal für den unteren Ausgang des Mühlentals bzw. Kaldiffer Bach für den Unterlauf des Trudner Bach erhalten ist und erst sekundär für die Burg verwendet wurde.

## Geschichte
Kaldiff war die erste Burg der Edelfreien von Enn. Frühe Nennungen von Burgen im Gebiet (der) Enn wurden zwar in älterer Literatur mitunter auf das heutige Schloss Enn bezogen, werden jedoch in der neueren Forschung mit Kaldiff identifiziert. Die Erstnennung stammt aus einer Urkunde des Domkapitels von Trient 1172: Bischof Albert von Trient erteilte den Edelfreien von Enn die entsprechende Burgbaulizenz und die damit verbundene Burghut. Bereits im 13. Jahrhundert erlitt Kaldiff einen Bedeutungsverlust, da die Enn ihren Herrschaftsmittelpunkt nach Auer und Montan verlagerten, wo dann auch das heutige Schloss Enn gegründet wurde. Kaldiff fiel gegen Ende des 13. Jahrhunderts an Meinhard II. und somit in der Folge die Tiroler Landesfürsten, die hier mit Volkmar von Burgstall 1342 erstmals belegte Pfleger einsetzten. 1396 ging die tirolische Herrschaft auf Kaldiff (dominium Tyrolensse castrum Caldiua) an den Tiroler Hofmeister Heinrich V. von Rottenburg über, der sie vier Jahre später an seinen Sohn Heinrich VI. von Rottenburg vermachte. Die Rottenburger setzten eigene Pfleger auf der Burg ein, ehe diese nach der Rottenburger Fehde wieder an Friedrich IV. und somit die Landesfürsten zurückfiel. Zum Gerichtssprengel von Enn-Kaldiff, von dem auch eine Gebührenordnung aus dem Jahr 1523 überliefert ist, rechneten seit dem Mittelalter auch die Gemeinde Altrei und das Gericht Castello im Fleimstal.
1524 ging die Burg – nun ohne dazugehörende Herrschaft, die an Schloss Enn gebunden worden war – an die Payr von Altenburg über, die sie erst 1797 wieder verkauften. Im Zuge der Tiroler Bauernrevolten von 1525/26 kam es zu Beschwerden der Gemeinde Tramin gegen die gerichtsleut im gericht Enen und Caldiff wegen vorenthaltener Holzfuhrzölle. Seit 1907 ist die Burg Eigentum der Familie Praxmarer.

## Beschreibung
Die Ruine präsentiert sich als relativ gut erhaltener Bau mit einem mächtigen Palas. Teils finden sich auch noch Freskenspuren in den Gemäuern. 1977 und 2009–2010 fanden Sicherungs- und Sanierungsarbeiten statt.